# Kulturåret 1829

## Nya verk
- Les Orientales av Victor Hugo
- Le Dernier jour d'un condamné (sv. En dödsfånges sista stunder 1830) av Victor Hugo
- Johann Wolfgang von Goethes pjäs Faust (Faust. Eine Tragödie) från 1808 uruppförs på Nationaltheater i Braunschweig, Tyskland. Pjäsen kommer i svenskt översättning bland annat 1852, 1876 och 1928. Viktor Rydbergs översättning från 1876 är klassisk.[1]

## Födda
- 26 april – Eva Brag (död 1913), svensk författare.
- 8 juni – John Everett Millais (död 1896), brittisk målare.
- 12 september – Anselm Feuerbach (död 1880), tysk konstnär.
- 25 september – William Michael Rossetti (död 1919),  brittisk författare och konstkritiker.
- 14 oktober – August Malmström (död 1901), svensk konstnär, professor vid Konstakademien 1867-1894.
- 28 november – Anton Rubinstein (död 1894), rysk tonsättare, pianist och dirigent.
- okänt datum – Carolina Fredrika Ramstedt (dödsår okänt), svensk konstnär och florist.
- okänt datum – Mathilda Thegerström, svensk skådespelare

## Avlidna
- 6 januari – Josef Dobrovský (född 1753), historiker.
- 11 januari – Karl Wilhelm Friedrich von Schlegel (född 1772), poet och kritiker.
- 11 februari – Alexandr Griboyedov (född 1795), rysk dramatiker.
- 8 maj – Mauro Giuliani (född 1781), italiensk tonsättare och gitarrist.
- 7 juli – Jacob Friedrich von Abel (född 1751), tysk filosof.
- 29 september – Pierre Étienne Louis Dumont (född 1759), politisk författare.